# De Kronieken van Narnia: Prins Caspian (film)
De kronieken van Narnia: Prins Caspian (Engelse titel: The Chronicles of Narnia: Prince Caspian) is een film die op 2 juli 2008 in première ging, gebaseerd op het vierde deel van De Kronieken van Narnia van C.S. Lewis, het boek De Kronieken van Narnia: Prins Caspian. De film is uitgebracht door Walt Disney Pictures en stond onder regie van Andrew Adamson.
De film is in productie gebracht, hoewel Lewis zelf in 1959 zei dat hij fel gekant was tegen een eventuele televisie- of filmversie.

## Het verhaal
De film is het vervolg op De Kronieken van Narnia: De leeuw, de heks en de kleerkast. De vier kinderen uit het eerste deel (Peter, Susan, Edmund en Lucy Pevensie) staan een jaar na hun avontuur op een station in Londen. In Narnia zijn ondertussen 1300 jaren verstreken en hebben de originele bewoners van Narnia, waaronder de dwergen, centaurs en faunen, onder dreiging van de Telmarijnen, de nieuwe heersers van Narnia die hen uit proberen te roeien, zich diep teruggetrokken in de bossen. Prins Caspian, de zoon van de laatste koning van Narnia en rechtmatig troonopvolger, vlucht op aandringen van zijn goede leraar Cornelius het kasteel uit. Caspians oom Miraz heeft namelijk onlangs een zoon gekregen en wil Caspian uit de weg ruimen zodat zijn eigen zoon hem kan opvolgen. Terwijl de soldaten van Miraz Prins Caspian achtervolgen blaast hij op de hoorn van Susan, wat ervoor zorgt dat de Pevensies terugkeren naar Narnia.
De vier kinderen zijn blij weer terug te zijn in Narnia, maar vragen zich af waarom ze terug zijn. Prins Caspian weet ondertussen de bosbewoners, die allen ook de roep van de hoorn gehoord hebben, te verenigen in de strijd tegen zijn oom en belooft een koning voor iedereen te worden. De vier kinderen komen de Narnianen in het bos tegen en samen trekken zij ten aanval tegen de Telmarijnen. Deze eerste aanval wordt verloren en ze verliezen de helft van hun manschappen. Een dwerg weet Prins Caspian bijna in de handen van Jadis, de Witte Heks te lokken, maar Edmund weet haar kracht op tijd te doorbreken. Ondertussen hebben de Telmarijnen de Aslanberg in het bos, waar de Narnianen zich schuil houden, weten te bereiken en wordt een aanval voorbereid. Lucy beweert echter Aslan, de schepper en beschermer van Narnia, gezien te hebben bij de rivier en gaat op zoek naar hem. Terwijl de Narnianen hun strijd tegen de Telmarijnen langzaam verliezen, na een gevecht tussen Peter en Miraz, waarbij Miraz door een van zijn eigen raadsheren vermoord werd, vindt Lucy Aslan. Aslan weet eindelijk de bomen weer tot leven te krijgen en samen met deze nieuwe versterkingen verjagen ze de Telmarijnen. Bij het oversteken van de rivier roept Aslan de hulp van de rivier in, die de brug waar het leger op staat vermorzelt.
De Telmarijnen krijgen de keus om terug te gaan naar de "echte wereld", die buiten Narnia. Ook de kinderen gaan terug, waarbij Aslan vertelt dat dit voor Peter en Susan het laatste bezoek aan Narnia was. Het valt Susan zwaar en met een laatste kus neemt zij afscheid van Prins Caspian. Ze stappen door het gat in een boom en staan ineens weer op hetzelfde station in Londen.

## Rolverdeling
| Acteur          | Personage        | Opmerkingen |
| --------------- | ---------------- | ----------- |
| Hoofdrollen     |                  |             |
| Ben Barnes      | Prins Caspian    |             |
| William Moseley | Peter Pevensie   |             |
| Anna Popplewell | Susan Pevensie   |             |
| Skandar Keynes  | Edmund Pevensie  |             |
| Georgie Henley  | Lucy Pevensie    |             |
| Liam Neeson     | Aslan            | (stem)      |
| Vincent Grass   | Doctor Cornelius |             |
| Damián Alcázar  | Lord Sopespian   |             |

Er waren ook enkele cameo's met andere acteurs. Tilda Swinton dook één cameo op als Jadis, de Witte Heks en was ook een centaur ergens in de film.
De soundtrack van de film is het nummer "The Call" van Regina Spektor.

## Achtergrond

### Muziek
De filmmuziek werd gecomponeerd door Harry Gregson-Williams en werd door Walt Disney Records ook uitgebracht op een soundtrackalbum.

### Trivia
- In het boek worden de kinderen van een spoorwegstation plotseling naar een strand aan de kust van Narnia getransporteerd. In de film gebeurt dat op het metrostation Strand.